# NGC 3597
NGC 3597 је лентикуларна галаксија у сазвежђу Пехар која се налази на NGC листи објеката дубоког неба.
Деклинација објекта је - 23° 43' 38" а ректасцензија 11h 14m 42,0s. Привидна величина (магнитуда) објекта NGC 3597 износи 12,7 а фотографска магнитуда 13,6. NGC 3597 је још познат и под ознакама ESO 503-3, MCG -4-27-5, AM 1112-232, IRAS 11122-2327, PGC 34266.